# Freak (album)
Freak – dziesiąty studyjny album zespołu Armia, wydany 27 listopada 2009. Album nagrano w Małym Studiu w Puszczykowie latem i jesienią 2009 r. W odróżnieniu od poprzednich płyt zespołu, wszystkie teksty – autorstwa Tomasza Budzyńskiego i Gerarda Nowaka – są anglojęzyczne. Wkładka płyty zawiera rozszerzoną wersję tekstów, ostatecznie zaśpiewane słowa są w wersji pisanej wkomponowane w formę krótkich narracji. Część z nich nawiązuje do tekstów Syda Barretta. "Grot the Engine Driver" jest inspirowany opowiadaniem Stefana Grabińskiego pod tym samym tytułem (Maszynista Grot). Duży udział instrumentów dętych i kompozycje nadają muzyce z tej płyty charakter jazzowy, a elementy rockowe, w odróżnieniu od poprzednich albumów zespołu, mają mało cech punk rocka i heavy metalu, na rzecz rocka psychodelicznego i stoner rocka.

## Lista utworów
Opracowano na podstawie materiału źródłowego.
1. „Home” – 7:17
2. „You Know I Am” – 4:23
3. „Break Out” – 6:40
4. „Grot the Engine Driver” – 2:28
5. „Green” – 9:51
6. „Freak” – 4:44
7. „In the Land of Afternoon (Amagama)” – 8:47
8. „The Other Side” – 9:48

## Twórcy
Opracowano na podstawie materiału źródłowego.
Muzycy
Zespół Armia:
- Tomasz Budzyński (Tom) – głos, teksty
- Tomasz Krzyżaniak (Kreuz) – perkusja
- Krzysztof Kmiecik (Dr Kmieta) – gitara basowa
- Rafał Giec (Frantz) – gitary
- Paweł Klimczak – gitary
- Jakub Bartoszewski – waltornia

Goście:
- Karol Nowacki – organy, akordeon
- Robert Brylewski – gitary, głos, syntetyzator, perkusja
- Sławomir Gołaszewski (Merlin) – głos, okaryna, afrykańska trąbka, saksofon, perkusja
- Łukasz Kluczniak – saksofon
- Marek Pospieszalski – saksofon
- Gerard Nowak (Gero) – głos, współpraca tekstowa
- Robert Friedrich (Lica) – fuzz

Realizatorzy
- Robert Friedrich (Lica) – realizacja i miks
- Jakub Biegaj
- Jacek Gawłowski – mastering

Okładka
Na okładce znajduje się fragment obrazu Joana Miró.
- Tomasz Budzyński – projekt graficzny